# Jessy Tremouliere
Jessy Tremouliere (29 de julho de 1992) é uma jogadora de rugby sevens francesa.

## Carreira
Jessy Tremouliere integrou o elenco da Seleção Francesa Feminina de Rugbi de Sevens, na Rio 2016, que foi 6º colocada.